# Djamal Mahamat
Pour les articles homonymes, voir Mahamat et Bindi (homonymie).
Djamal Mahamat Bindi ( جمال محمد بيندي ) est un footballeur libyen né à Tripoli (Libye) le 14 février 1983. Il évolue au poste de milieu de terrain.
Il participe à la Coupe d'Afrique des nations 2012 avec la Libye.

## Carrière
- 2004-2005 : Aviron bayonnais  France
- 2005-2006 : Entente Sannois Saint-Gratien  France
- 2006-2007 : Estoril-Praia  Portugal
- 2007-2008 : Estoril-Praia  Portugal
- 2008-2011 : Beira-Mar  Portugal
- 2011- : Sporting Braga  Portugal[1],[2]

## Palmarès
- 7 sélections et 1 but en équipe de Libye
- Championnat du Portugal de D2 en 2010 avec le Beira-Mar
- Vainqueur de la Coupe de la Ligue en 2013 avec le Sporting Braga